# Бенгалска домородачка пешадија
Бенгалска домородачка пешадија (енгл. Bengal Native Infantry), најбројнији род војске у Бенгалској армији Британске источноиндијске компаније, састављен од индијских пешадинаца-најамника, сепоја. Већина ових јединица побунила се против британске власти током Индијског устанка 1857. године.

## Списак јединица
| Пук                          | Гарнизон    | Датум        | Напомена                |
| ---------------------------- | ----------- | ------------ | ----------------------- |
| 1. пук домородачке пешадије  | Канпур      | 5. јун       | Побунили се             |
| 2. пук домородачке пешадије  | Баракпур    | 14. јун      | Разоружани              |
| 3. пук домородачке пешадије  | Филаур      | 10. јун      | Побунили се             |
| 4. пук домородачке пешадије  | Нурпур      |              | Разоружани              |
| 5. пук домородачке пешадије  | Амбала      | мај          | Разоружани              |
| 6. пук домородачке пешадије  | Алахабад    | 6. јун       | Побунили се             |
| 7. пук домородачке пешадије  | Динапур     | 25. јул      | Побунили се             |
| 8. пук домородачке пешадије  | Динапур     | 25. јул      | Побунили се             |
| 9. пук домородачке пешадије  | Алигар      | 20. мај      | Побунили се             |
| 10. пук домородачке пешадије | Фатехгарх   | 4. јун       | Побунили се             |
| 11. пук домородачке пешадије | Мирут       | 9. мај       | Побунили се             |
| 12. пук домородачке пешадије | Џанси       | 10. јун      | Побунили се             |
| 13. пук домородачке пешадије | Лакнау      | 30. мај      | Побунили се             |
| 14. пук домородачке пешадије | Џелам       | 31. јул      | Распуштен               |
| 15. пук домородачке пешадије | Насирабад   | 28. мај      | Побунили се             |
| 16. пук домородачке пешадије | Лахор       | 13. мај      | Разоружан               |
| 17. пук домородачке пешадије | Азамгарх    | 3. јун       | Побунили се             |
| 18. пук домородачке пешадије | Барејли     | 31. мај      | Побунили се             |
| 19. пук домородачке пешадије | Баракпур    | 31. март     | Распуштен               |
| 20. пук домородачке пешадије | Мирут       | 9. мај       | Побунили се             |
| 21. пук домородачке пешадије | Пешавар     | 22. мај      | Разоружан               |
| 22. пук домородачке пешадије | Фајзабад    | 9. јун       | Побунили се             |
| 23. пук домородачке пешадије | Мхоу        | 2. јул       | Побунили се             |
| 24. пук домородачке пешадије | Пешавар     | 22. мај      | Разоружан               |
| 25. пук домородачке пешадије | Бенарес     |              | Разоружан               |
| 26. пук домородачке пешадије | Лахор       | 13. мај      | Разоружан               |
| 27. пук домородачке пешадије | Пешавар     | 22. мај      | Разоружан               |
| 28. пук домородачке пешадије | Шахџаханпур | 7. јун       | Побунили се             |
| 29. пук домородачке пешадије | Морадабад   | 8. јун       | Побунили се             |
| 30. пук домородачке пешадије | Насирабад   | 28. мај      | Побунили се             |
| 31. пук домородачке пешадије | Сагар       |              | Остао веран             |
| 32. пук домородачке пешадије | Деогар      | 9.октобар    | Побунили се             |
| 33. пук домородачке пешадије | Филаур      |              | Разоружан               |
| 34. пук домородачке пешадије | Баракпур    | 6. мај       | Распуштен               |
| 35. пук домородачке пешадије | Сијалкот    |              | Разоружан               |
| 36. пук домородачке пешадије | Џаландар    | 8. јун       | Побунили се             |
| 37. пук домородачке пешадије | Бенарес     | 4. јун       | Побунили се             |
| 38. пук домородачке пешадије | Делхи       | 11. мај      | Побунили се             |
| 39. пук домородачке пешадије | Џелам       |              | Разоружан               |
| 40. пук домородачке пешадије | Динапур     | 25. јул      | Побунили се             |
| 41. пук домородачке пешадије | Ситапур     | 3. јун       | Побунили се             |
| 42. пук домородачке пешадије | Сагар       | 7. јул       | Побунили се             |
| 43. пук домородачке пешадије | Баракпур    | 14. јун      | Разоружан               |
| 44. пук домородачке пешадије | Агра        | 31. мај      | Разоружан               |
| 45. пук домородачке пешадије | Фирозпур    | 13. мај      | Побунили се             |
| 46. пук домородачке пешадије | Сијалкот    | 9. јул       | Побунили се             |
| 47. пук домородачке пешадије | Алахабад    |              | Разоружан               |
| 48. пук домородачке пешадије | Лакнау      | 30. мај      | Побунили се             |
| 49. пук домородачке пешадије | Лахор       | 13. мај      | Разоружан               |
| 50. пук домородачке пешадије | Нагод       | 17.септембар | Побунили се             |
| 51. пук домородачке пешадије | Пешавар     | 22. мај      | Разоружан               |
| 52. пук домородачке пешадије | Џабалпур    | 18.септембар | Побунили се             |
| 53. пук домородачке пешадије | Канпур      | 5. јун       | Побунили се             |
| 54. пук домородачке пешадије | Делхи       | 11. мај      | Побунили се             |
| 55. пук домородачке пешадије | Наушера     | 25. мај      | Побунили се             |
| 56. пук домородачке пешадије | Канпур      | 5. јун       | Побунили се             |
| 57. пук домородачке пешадије | Фирозпур    | 13. мај      | Побунили се             |
| 58. пук домородачке пешадије | Равалпинди  | 7. јул       | Разоружан               |
| 59. пук домородачке пешадије | Амритсар    |              | Разоружан               |
| 60. пук домородачке пешадије | Амбала      | 13. јун      | Побунили се код Делхија |
| 61. пук домородачке пешадије | Џаландар    | 8. јун       | Побунили се             |
| 62. пук домородачке пешадије | Мултан      |              | Разоружан               |
| 63. пук домородачке пешадије | Бахарампур  |              | Разоружан               |
| 64. пук домородачке пешадије | Пешавар     |              | Разоружан               |
| 65. пук домородачке пешадије | Газипур     |              | Разоружан               |
| 66. пук домородачке пешадије | Алмора      |              | Остао веран             |
| 67. пук домородачке пешадије | Агра        | 31. мај      | Побунили се             |
| 68. пук домородачке пешадије | Барејли     | 31. мај      | Побунили се             |
| 69. пук домородачке пешадије | Мултан      |              | Разоружан               |
| 70. пук домородачке пешадије | Баракпур    | 14. јун      | Разоружан               |
| 71. пук домородачке пешадије | Лакнау      | 30. мај      | Побунили се             |
| 72. пук домородачке пешадије | Нимач       | 3. јун       | Побунили се             |
| 73. пук домородачке пешадије | Дака        | 20. новембар | Побунили се             |
| 74. пук домородачке пешадије | Делхи       | 11. мај      | Побунили се             |